# チャールズ・A・パウナル
“ボールディ”チャールズ・アラン・パウナル（Charles Alan Pownall, 1887年10月4日 - 1975年7月19日）はアメリカ海軍の軍人、最終階級は少将。
のちに第38任務部隊および第58任務部隊とも呼ばれる高速空母任務部隊の初代司令官であり、中部太平洋方面の日本軍拠点を繰り返し空襲してギルバート・マーシャル諸島の戦いに大きく貢献したものの、指揮ぶりが一部の上層部および部下からの不興を買って更迭される。第二次世界大戦終結後の1946年5月30日から1949年9月27日までの間は、グアムを日本軍から奪還してから3人目のグアムの軍政知事を務めるが、1948年にグアム議会と対立し、グアム住民を軽視して自分に反対する議員を自らに忠実な議員に置き換えようとするなど政治手法に強引さが目立ち、その政治手法に対する抗議の声は最終的にはハリー・S・トルーマン大統領を動かしてグアムの統治形式を民政へと移管することになり、結果として最後のグアムの軍政知事となった。
なお、伝記については一部不明な部分があり、経歴の一部、生誕地、死没地および退役年ははっきりしない。

## 生涯

### 戦争まで
“ボールディ”こと、チャールズ・アラン・パウナルは1887年10月4日に生まれ、1910年に海軍兵学校（アナポリス）を卒業する。卒業年次から「アナポリス1910年組」と呼称されたこの世代の同期には、マーク・ミッチャー、「テッド」ことフレデリック・C・シャーマン、ジョージ・D・マレー、のちにレイモンド・スプルーアンスの参謀となるチャールズ・J・ムーア（カール・ムーア）らがいる。ちなみに、卒業成績は131名中81位で、103位だったミッチャーを上回っていた。
第一次世界大戦時、パウナルは哨戒艇「ヴェデット」 (USS Vedette, SP-163) の艇長となり、大西洋を往復する輸送船団の護衛と対潜掃討に従事し、その功績により海軍十字章が授与された。
大戦終結後の1920年代から1930年代には、パウナルは駆逐艦「ジョン・D・フォード」（USS John D. Ford , DD-228）艦長やアメリカ海軍航空局機材部門勤務などを経て、大佐に昇進後の1938年12月21日から1941年3月21日までの間は、空母「エンタープライズ」（USS Enterprise, CV-6）の艦長を2年3カ月務め、同艦の艦長としてはもっとも長く在任した。のちに「ビッグE」と尊称された「エンタープライズ」の現役艦としての艦歴の中で、365日を越えて艦長を務めたのはパウナルと、パウナルの後任として1941年3月21日から1942年6月30日まで務めたマレーの2人だけである。「エンタープライズ」時代には慣熟航海を通じて、のちに武勲をもたらず礎を築いた。真珠湾攻撃による第二次世界大戦参戦後も前線での戦闘経験がなかったが、1943年に入り環境が大きく変わることとなる。パウナルは、1943年8月の時点では少将の地位で西海岸艦隊航空団指揮官の任にあった。

### 空母部隊指揮官
1942年から1943年にかけて、日本への反撃進路としては2つの主要候補があり、候補の一つ、中部太平洋方面への進撃は海軍の米西戦争以来海軍が主要進撃路として主張していたものであり、ダグラス・マッカーサー陸軍大将らが主張する、ニューギニアからフィリピンへ帰還する主要進撃路とは真っ向から対立していた。統合参謀本部の裁定で、両案を折衷したような進撃路が策定されたが、海軍側はこの裁定を待たずして空母の大量整備に乗り出していた。これがエセックス級航空母艦やインディペンデンス級航空母艦を初めとする新型空母の数々であり、中部太平洋方面への進撃の主要戦力として活躍する手はずとなっていた。しばらくのちに第5艦隊と呼ばれるようになるこの戦力を率いるのは誰か、士官以上の人間の間では一大関心事であった。ソロモン諸島の戦いで日本軍といまだ相対峙していた南太平洋部隊（第3艦隊）司令官のウィリアム・ハルゼー大将（アナポリス1904年組）は戦線の重要性から候補から除外されているという推測があったものの、意中の候補は合衆国艦隊司令長官兼作戦部長アーネスト・キング大将（アナポリス1901年組）と太平洋艦隊司令長官チェスター・ニミッツ大将（アナポリス1905年組）しか知りえなかった。
航空パイロット出身の士官は、パイロット出身者がその職に任命されると期待していた節があった。当時、パイロット出身の士官でもっとも高位だったのは、太平洋航空部隊司令官のジョン・ヘンリー・タワーズ中将（アナポリス1906年組）であった。タワーズはハリー・E・ヤーネル大将（アナポリス1897年組）との面談で空母部隊を率いる人物の理想像として、次のように述べていた。
要約すれば、タワーズは「自分にその職を宛てろ」と主張しているに等しかったが、キングやニミッツから煙たがられている身ゆえ、タワーズの第5艦隊司令長官や指揮下の空母任務部隊司令官への就任は問題外だった。ニミッツは、当時自分の参謀長だったスプルーアンスにも相談していなかったが、5月30日付で中将への昇進の内定を出させて司令長官の座を事実上確約させていた。8月5日、スプルーアンスの第5艦隊司令長官への就任が公表され、目下の問題は指揮下の空母任務部隊司令官は誰かということになった。翌8月6日、ニミッツは空母任務部隊司令官に、パウナルをあてることを公表した。スプルーアンスがパイロット出身の士官についてあまり面識がなく、適当な人物を挙げようがなかったということもあってニミッツが人選にあたった。人選の経緯はともかく、はっきりしているのは、ニミッツがパウナルを航空の「経験の深い」人物とみなしていた点である。ともかく、第5艦隊の顔ぶれはおぼろげながら出来つつあった。
パウナルの空母任務部隊は、さしあたって第15任務部隊と呼称され、1943年8月23日に空母「ヨークタウン」（USS Yorktown, CV-10）に将旗をひるがえして「エセックス」（USS Essex, CV-9）、「インディペンデンス」（USS Independence, CVL-22）および戦艦「インディアナ」（USS Indiana, BB-58）など新鋭艦を率いて真珠湾を出撃し、9月1日早朝に南鳥島を爆撃して初陣とした。続いて9月18日から19日にかけては「レキシントン」（USS Lexington, CV-16）、「プリンストン」（USS Princeton, CVL-23）および「ベロー・ウッド」（USS Belleau Wood, CVL-24）にタラワを爆撃させた。タラワへの攻撃は、ギルバート諸島方面からの日本軍機の撤収を促し、資料が不足していたギルバート方面の写真偵察を成功させて、来るべき攻略作戦によい資料を与える結果をもたらした。やがてアルフレッド・E・モントゴメリー少将（アナポリス1912年組）をトップに第14任務部隊も編成され、第14任務部隊は10月5日から7日にかけてウェーク島を爆撃した。一連の攻撃に日本海軍は振り回され、いずれの攻撃に対しても第三艦隊（小沢治三郎中将）と第二艦隊（栗田健男中将）が出撃したものの燃料を消費しただけで会敵できず、阿川弘之が言うところの「連合艦隊の大散歩と称する空振り事件」とはこのことである。また、この3つの攻撃を通じて、海軍は空母任務部隊の運用方法について陣形や戦術などの改善を重ねていった。大きく改善された点は、これまで1隻の空母ごとに任務群を編成して行動していたが、第15任務部隊および第14任務部隊では、初めて複数の空母で任務群を編成した。空母任務部隊は徐々にではあるが経験を積み、また規模も大きくなっていった。
11月に入り、ギルバート諸島攻略のガルヴァニック作戦が差し迫ると、スプルーアンスは第15、第14任務部隊を第50任務部隊として再編成し、下に4つの任務群をぶら下げる編成とした。パウナルは第50.1任務群を直接率い、以下アーサー・W・ラドフォード少将（アナポリス1916年組）、モントゴメリー、そしてテッド・シャーマンが残りの任務群を率いた。任務群は先鋒担当、北部担当、南部担当、後方担当と任務が分担され、さらにウィリス・A・リー少将（アナポリス1908年組）率いる戦艦部隊も指揮下につけられた。モントゴメリーとテッド・シャーマンの任務群がハルゼーの要請によるラバウル空襲のため、一時的にギルバート方面から離れたが、攻撃期日までには復帰した。11月19日、第50任務部隊の艦載機はギルバートおよびマーシャル諸島各地を爆撃し、その成果にはパウナルも一定の満足を示した。作戦自体は第一次世界大戦並みの古い戦闘方法とタラワでの頑強な抵抗で遅い歩みで進み、そのため11月20日の夜には「インディペンデンス」が日本機の夜間雷撃で損傷した（第一次ギルバート諸島沖航空戦）。しかし、多大な損害を出しながらも力押しに押した結果、作戦の目的は達せられた。
第50任務部隊は引き続きマーシャル諸島近海を遊弋し、来るべき攻略作戦に備えてクェゼリン環礁を攻撃することとなった。この時点ではマーシャル方面の偵察写真も航空圧力も十分ではなく、第50任務部隊のみが唯一の航空兵力だった。パウナルは少ない資料ながらもクェゼリンおよびウォッジェ両環礁への攻撃を決し、急速に目標に接近していった。攻撃は12月5日に行われ、クェゼリン環礁内に在泊中の軽巡洋艦「長良」および「五十鈴」をはじめとする艦船は大なり小なりを損害を受けた。クェゼリンへの攻撃が終わると、パウナルは午後には「ヨークタウン」の攻撃隊にウォッジェを攻撃させ、全ての攻撃が終わるや否や東方への移動を命じた。夜に入って日本機の反撃により「レキシントン」が損傷したが（マーシャル諸島沖航空戦）、第50任務部隊はこれ以上の被害を受けることなく、真珠湾やエファテ島に帰投した。
しかし、パウナルの戦闘経験はここで終わりを迎え、二度と空母任務部隊を指揮することはなかった。

### 更迭

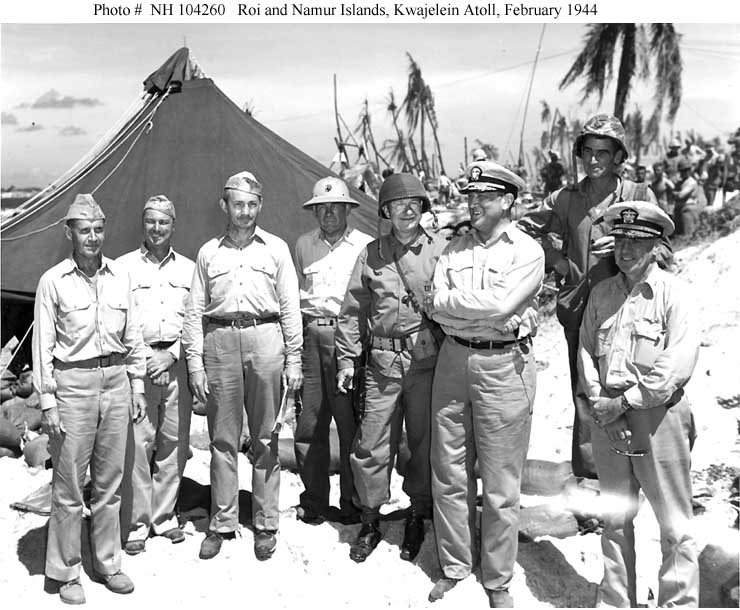
占領後のクェゼリンにて（右端）。その他は、左端スプルーアンス、左から3人目ジェームズ・フォレスタル、右から4人目ホーランド・スミス

南鳥島攻撃からクェゼリン攻撃までの間、パウナルの指揮ぶりには一定の不満と擁護の声があがっていた。不満の焚きつけ役は、「ヨークタウン」艦長で「ジョッコー」ことジョゼフ・J・クラーク大佐（アナポリス1918年組）だった。チェロキーの血を引くクラークの目には、パウナルの指揮ぶりは消極的に映り、実際に航空出身者からはそのように思われても仕方ない行動が目立った。以下はその一例である。
- 南鳥島攻撃の際、対空砲火で撃墜された機のクルーが漂流しているとの報告を受けたクラークは、パウナルにその救助を進言するも、パウナルは一定の捜索を終えると潜水艦に捜索任務を丸投げし、攻撃隊の収容を全て終えて即座に南鳥島近海から離れた。
- パウナルは操艦や艦隊運動に口やかましく、また計画針路は断固として修正させなかった。それがために事故を起こしかけた艦があった。
- パウナルは空母任務部隊の指揮を引き受けたことを後悔する発言を繰り返した。
- タラワ攻撃最終日、パウナルは自分が戦死した際の覚書を、以前からの不文律があるにもかかわらず作成させた。
- クェゼリン攻撃で、第一撃をかけて攻撃隊を収容し終わるや否や、パウナルは「部隊を敵の真っ只中にとどめておくのは危険」とばかりにさっさと東方へ引き上げさせた。しかし、攻撃隊の報告ではロイ＝ナムル島の航空基地に無傷の日本機がいることを確認していた。

クラークは一連の不満をパウナル自身やスプルーアンス以外に対して片っ端から訴えに出た。具体的には、不満の届け先はタワーズ、ニミッツ、キング、そしてフランクリン・ルーズベルト大統領であった。クェゼリン攻撃での事項に関してはタワーズも不満を感じており、ニミッツにパウナルを更迭してはどうかと進言していた。上述のようにニミッツはタワーズを煙たがっていたものの、タワーズの参謀長だったフォレスト・シャーマン（アナポリス1918年組）を自身の航空参謀として融通してもらい、航空関係者の評価についてタワーズの助言を求めるなど、関係に微妙な変化が起きていた。
一方、パウナルの直接の上官であるスプルーアンスは全く逆の評価だった。また、リーもパウナルの指揮ぶりに一定の評価を与えており、スプルーアンスへの手紙の中でパウナルが指揮する航空作戦を見るのが楽しみなこと、戦闘機の運用が巧みであることを伝えていた。しかし、パウナルの処遇をめぐる話はパウナル本人やスプルーアンス抜きで進み、12月末にいたってニミッツ、タワーズ、太平洋艦隊参謀長の「ソック」ことチャールズ・マクモリス少将（アナポリス1912年組）、そしてシャーマンによる四者会談がもたれ、この会談でついにパウナルの更迭が決まり、その後任にはパウナルの後任として西海岸艦隊航空団指揮官を務めていたミッチャーに決まった。相談なく一方的に人事を決められたスプルーアンスは怒りを見せ、タワーズが言うところの、パウナルは「パイロットたちの信頼を失っている」という非難はナンセンスであるとし、「タワーズは野心的な動機からパウナル更迭のような人事をニミッツに提案した」と思い込んで、のちの会談で意見が真っ向から対立して妥協の余地もなかったこともあって、スプルーアンスはタワーズを敵とみなして憎み、「野心家」と決めつけて嫌うようになった。
パウナルの指揮ぶりが本当に批判の対象になりえたのかは見方はさまざまである。真偽のほどはともかく、「パウナルはクエーカーだから強引な戦闘を好まなかった」と主張する者もいる。少なくとも、「レキシントン」と「インディペンデンス」が反撃で損傷したことと、「攻撃が不徹底」と指摘されながらも第50任務部隊の艦艇の損害がその程度に収まったことは確定しており、また潜水艦によるパイロット救助任務が本格的に行われ始めたのも、第50任務部隊の作戦を通じてのことだった。潜水艦によるパイロット救助任務は以後の海軍の作戦はもとよりアメリカ陸軍航空軍にも適用され、例えば日本本土空襲を行うB-29も、その恩恵にあずかった。パウナルは決して、クラークあたりが指摘するところの「及び腰で潜水艦に捜索任務を丸投げしていた」わけではなく、むしろ後任のミッチャーがこのやり方を「伝授」され、少しやり方を修正しつつスタンダードにしていった。これによりパイロットの士気は高く維持され、高度に訓練されたパイロットの損失はできる限り低減された。タワーズが批判したクェゼリン攻撃でも、写真偵察により建設中の爆撃機用滑走路が発見されたため、クェゼリン攻略の期日が繰り上げられた。爆撃機用滑走路のある島の攻略が優先されていたからである。
しかしながら、パウナルの更迭は本決まりとなって待命状態となり、1944年2月23日付で太平洋艦隊副司令官として転出するタワーズと入れ替わるようにハワイの太平洋航空部隊司令官となることが決まった。ハワイに転出するまでの間、ミッチャーをなおも信用していなかったスプルーアンスは、パウナルを自分の航空助言者として帯同させた。もっとも、2月17日のトラック島空襲を境にスプルーアンスはミッチャーへの偏見を改め始め、2月23日のマリアナ諸島空襲はスプルーアンスとミッチャーが完全に意見を一致させて行われた最初の作戦となった。ミッチャー就任後に第58任務部隊と呼称されるようになった高速空母任務部隊は2月20日にクェゼリンに帰投し、パウナルの「役目」もここで終わった。パウナルは太平洋航空部隊司令官の職をしばらく務めた後、太平洋を離れてフロリダ州ペンサコーラにある海軍飛行学校に教官として赴任した。

### 最後のグアム軍政知事
戦争終結後の1946年5月30日、パウナルはグアムの軍政知事に就任する。グアム島政府の体制を整理し、グアムの旗とグアムの紋章を制定した。
2年後の1948年、パウナルはジョン・L・サリヴァン海軍長官の容認の下、知事の承認の可否に関わらずグアム議会が独自に法律を作成できる体制作りに尽力した。しかし、グアム議会側からアメリカ国民を議会承認を経て召喚できるようにする法律案が提出された際、パウナルはその承認を拒否した。このころ、グアムで婦人服店を経営しているエイブ・ゴールドスタインによる、アメリカ人を含む虐待疑惑が噂された際に議会はゴールドスタインを召喚しようとしたが、ゴールドスタインはパウナルの拒否を理由に証言を拒否した。グアム議会はゴールドスタインを侮辱罪で告訴し逮捕令状を発行したが、これもパウナルの命令によって効力を失った。
騒ぎが大きくなったことにより、パウナルはグアム選出のアメリカ合衆国下院代議員でグアム議会の議長でもあるアントニオ・ボルハ・ウォン・パットに事の責任を押しつけようと図ったが、真相を知ったウォン・パットはパウナルの行為に反発した。ウォン・パットの反発に議会と議会寄りのメディアが呼応して、パウナルとパウナルを擁護するメディアに対して抗議を行う一方、グアム先住民に市民権を与えるよう要求する法案を決議し、アメリカ合衆国議会がこの問題に向き合ってくれるまでパウナルの命令をあくまでも拒否する姿勢を打ち出した。3月12日、パウナルは特別統合議会を召集したが、ほとんどの議員は出席を拒否。これを見たパウナルは、この際に出席を拒否した自分に不実な議員を全員排除しようと画策し、実行に移した。これに対し、議会を解任されたグアム住民代表議員とグアムの19村の代表12名は、パウナルが据えた議員をあくまで認めないことを決めた。
グアムでの騒動はついにワシントンD.C.にも届き、トルーマンは騒動の調査を命じる。これと平行してトルーマンはグアム暫定仮政府を立ち上げ、4月2日にパウナルに対して解任した議員を復職させるよう圧力をかけた。翌1949年9月、グアムの管轄は内務省に移され、民政に移管したことを受けてトルーマンはパウナルを解任し、後任としてカールトン・スキナーをグアム最初の民政知事として任命した。かくして、パウナルはグアム最後の軍政知事となった。
1975年7月19日、パウナルは87歳で亡くなった。